# Ton Amerika
Antonie Martinus (Ton) Amerika (Indramayu, 8 november 1924 - Groningen, 8 oktober 2010) was een Nederlandse verzetsstrijder en burgemeester.

## Leven en werk
Amerika werd geboren in Nederlands-Indië als zoon van de onderwijzer Johannes Leonardus Amerika en Gerardina Johanna Adriana Coster. Hij woonde later met zijn ouders in Nederland, in de provincie Groningen. Hij rondde de hbs af in 1943. Verder studeren was uitgesloten, omdat hij weigerde de ariërverklaring te ondertekenen. Hij werd via de Arbeitseinsatz aan het werk gezet bij een boer in Meppen (Duitsland). Na een paar maanden vluchtte hij naar Groningen. Zijn vader overleefde in 1944 ternauwernood een Silbertanneaanslag, waarna het gezin Amerika onderdook. Amerika sloot zich aan bij een verzetsgroep in Bergschenhoek en was onder andere betrokken bij twee gewapende overvallen en redacteur van de verzetskrant Kroniek van de Week. Tijdens een razzia in januari 1945 werden de leden van de verzetsgroep opgepakt en op de trein gezet naar een concentratiekamp. Amerika wist te ontkomen en nam opnieuw deel aan verzetsactiviteiten, als groepscommandant van de Binnenlandse Strijdkrachten.
Na de oorlog ging Amerika, na een officiersopleiding in Engeland, als militair naar Nederlands-Indië. Hij werd gedetacheerd op Zuid-Sumatra en was betrokken bij de twee politionele acties. In 1949 kwam hij terug naar Nederland, waar hij economie studeerde aan de Rijksuniversiteit Groningen.

### Politieke loopbaan
In 1953 werd Amerika raadslid in zijn woonplaats Winschoten. In oktober 1954 werd hij op 29-jarige leeftijd benoemd tot burgemeester van Eenrum. In 1964 werd Amerika burgemeester van Appingedam. Hij was daarnaast van 1964 tot 1970 lid van de PvdA-fractie in de Provinciale Staten van Groningen. In 1974 was hij enige maanden waarnemend burgemeester van Scheemda.
Toen hij in 1975 Gerard Boekhoven opvolgde als burgemeester van Hoogezand-Sappemeer, werd Boekhoven waarnemend burgemeester in Appingedam. In 1989, op zijn 65e verjaardag, ging Amerika met pensioen.
Amerika werd een aantal keren onderscheiden; hij was drager van het Verzetsherdenkingskruis, drager van het Ereteken voor Orde en Vrede (1947, 1948, 1949) en Officier in de Orde van Oranje-Nassau (1985).
- International Standard Name Identifier: 0000 0003 9282 3014
- Nederlandse Thesaurus van Auteursnamen: 160656826
- Virtual International Authority File: 286999376
- WorldCat: E39PBJghv8PQbg7kgMgh9GHcT3